# Peter Alan Rawlinson
Peter Alan Rawlinson (* 10. Dezember 1942 in Melbourne, Victoria; † 11. April 1991 auf Krakatau) war ein australischer Herpetologe, der auf die Systematik und Biogeographie der Reptilien der Bundesstaaten Tasmanien und Victoria spezialisiert war.

## Leben
Rawlinson war der Sohn von William Arthur und Hilda Eileen Rawlinson, geborene Heffernan. 1964 schloss er sein Bachelor-Studium mit Auszeichnung (Hons) ab und strebte anschließend ein Doktoratsstudium bei Murray J. Littlejohn an der Universität Melbourne an. 1967 nahm er jedoch einen Lehrauftrag für Biologie an der La Trobe University in Bundoora, einem Vorort von Melbourne, an, ohne seine Dissertation abzuschließen. In den folgenden 24 Jahren betreute er Studenten der La Trobe University, die an verschiedenen herpetologischen Projekten arbeiteten. Zwischen 1963 und 1992 wurden etwa zwei Dutzend herpetologische Artikel von ihm veröffentlicht. Rawlinsons eigene herpetologische Studien, die sich zunächst auf die Biogeographie und Systematik der Reptilien konzentrierten, wurden durch die Entwicklung einer schweren Allergie auf Alkohol behindert, die ihn daran hinderte, mit konservierten Exemplaren zu arbeiten. Später wurde er bei dieser Arbeit von A. John Coventry vom National Museum of Victoria und seinem ehemaligen Studenten Mark N. Hutchinson unterstützt, die einige von Rawlinsons systematischen Projekten nach seinem Tod zu Ende brachten. Rawlinsons spätere Arbeit galt der Naturschutzbewegung, insbesondere der Australian Conservation Foundation, wo er Vizepräsident und Schatzmeister war. 
Rawlinson benannte acht neue Skinkarten, die meisten davon mit seinem Kollegen Glen Joseph Ingram. 
Rawlinson starb im Alter von 48 Jahren an den Folgen eines Unfalls, den er bei Feldarbeiten auf der indonesischen Insel Krakatau erlitt.

## Dedikationsnamen und Ehrungen

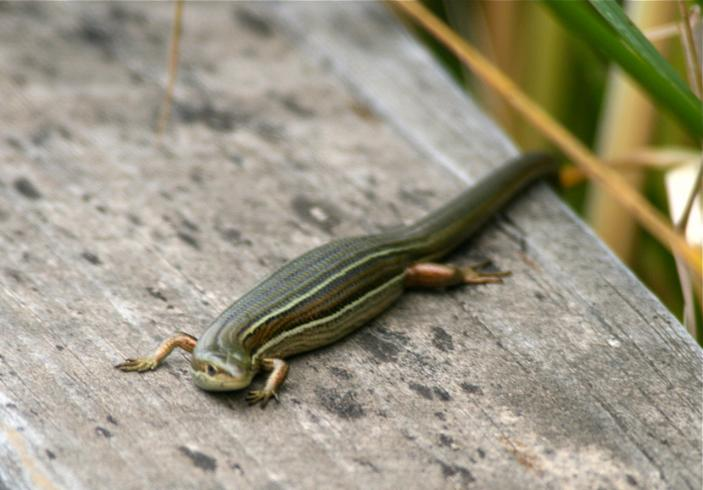
Die tasmanische Skinkart Pseudemoia rawlinsoni wurde Peter Alan Rawlinson gewidmet.

Nach Rawlinson sind die Skinkarten Ctenotus rawlinsoni Ingram, 1979 und Pseudemoia rawlinsoni (Hutchinson & Donnellan, 1988) benannt. 1992 stiftete die Australian Conservation Foundation den Peter Rawlinson Conservation Award für herausragende Naturschutzarbeit.

## Erstbeschreibungen von Peter Alan Rawlinson
- Carinascincus coventryi (Rawlinson, 1975)[4]
- Carinascincus greeni (Rawlinson, 1975)[4]
- Carinascincus palfreymani (Rawlinson, 1974)[5]
- Lampropholis amicula Ingram & Rawlinson, 1981[6]
- Lampropholis caligula Ingram & Rawlinson, 1981[6]
- Lampropholis mirabilis Ingram & Rawlinson, 1981[6]
- Saproscincus basiliscus (Ingram & Rawlinson, 1981)[6]
- Saproscincus czechurai (Ingram & Rawlinson, 1981)[6]